# امپراتور کوکو
امپراتور کوکو (به ژاپنی: 光孝天皇 Kōkō-tennō)، (زادهٔ ۸۳۰ و درگذشتهٔ ۱۷ سپتامبر ۸۸۷) پنجاه و هشتمین امپراتور ژاپن بود.
کوکو از سال ۸۸۴ تا سال ۸۸۷ حکومت کرد.